# Necla Akdoğan
Necla Akdoğan (* 10. November 1971 in Çarşamba) ist eine ehemalige türkische Fußballnationalspielerin.
Akdoğan absolvierte 13 Länderspiele für die türkische Frauen-Fußballnationalmannschaft. Sie debütierte im ersten offiziellen Pflichtländerspiel am 8. September 1995 gegen die Auswahl Rumäniens. Dieses Spiel ging deutlich mit 0:8 Toren verloren. Sie wurde in der 75. Minute eingewechselt. Ihr letztes Spiel absolvierte sie am 20. Juni 1998 gegen die Auswahl Bulgariens. Auf Vereinsebene spielte sie unter anderen für Bursa Delphi Packardspor und Gürtasspor Ankara.